# Maison du 1 rue de la Pierre-de-Tucé au Mans
La maison du 1 rue de la Pierre-de-Tucé est un monument situé au Mans, en France.

## Localisation
Le monument est situé dans le département français de la Sarthe, dans la ville du Mans, au 1 rue de la Pierre-de-Tucé, dans le « Vieux Mans », à 180 m au sud-ouest de la cathédrale Saint-Julien.

## Architecture
La façade sur cour est inscrite au titre des monuments historiques depuis le 6 avril 1926.